# 臺灣澎湖地方檢察署
臺灣澎湖地方檢察署（英語：Taiwan Penghu District Prosecutors Office），簡稱澎湖地檢署或者澎檢，中華民國檢察機關，隸屬行政院法務部。

## 歷史沿革

### 清領時期
大清帝國康熙23年（1684年），臺灣與澎湖群島皆被併入大清帝國版圖，澎湖設澎湖廳，初時居民不多，多以駐軍為主，定額2,000名，多由福建水師綠營兵丁抽調，長官設澎湖水師協副將統理。文官行政職僅置巡檢司管理，澎湖巡檢司辦公署編制20人，僅負責捕盜、稽查船舶、錢糧倉儲、兵餉監放等事宜，故凡糾紛訴訟刑罰，多送往臺灣縣辦理；雍正五年（1727年）清廷裁撤巡檢司，置換成糧捕海防通判職來管理澎湖廳，嗣後除卻強盜、命案等重大案件仍需送往臺灣縣審理，其餘如鬥毆、竊盜、錢債等細故可由通判自行處理，此為澎湖司法制度之始。:111
綜觀澎湖清領時期，行政、司法原應由文官體系負責，但因澎湖基於海上戰略的地位，另置澎湖水師協副將擔負防衛工作，由於當地文官編制員額不多、層級也不高，武官體系也常常有協助文官管理治安，或者監管各處澳社等事宜，長此以往，形成澎湖武官體系與文官體系間常有互相監視與合作的情況，直到清領時期結束。:1-2、11-12

### 日治時期
西元1895年，大清帝國在前一年的甲午戰爭與日本帝國作戰失利，雙方簽署〈馬關條約〉，臺灣與澎湖自此歸屬日本帝國統轄。明治28年（1895年）為日本帝國始政第一年，鑒於臺灣各地尚有武裝反抗活動，各項民事訴訟等或其他犯罪案件暫由軍政管制，其各地審判官遂由臺灣總督府高等官出任:111-112；該年6月28日公佈「地方假官制」，澎湖列島島司需兼管司法事務，並隸屬日本陸軍局法官部。:7
明治29年（1896年）5月1日，臺灣進入民政時期，臺灣總督府也頒布「臺灣總督府法院條例」，正式將西方司法制度引進臺灣:111-112，而澎湖初時則設「臺灣總督府澎湖島地方法院」，根據條例第7條規定，其法院應設置檢察官，此即澎湖檢察制度之濫觴。:7
明治31年（1898年）又逢修法，澎湖改由臺南地方法院管轄，並於媽宮城內設置「臺南地方法院澎湖出張所」以及「臺南地方法院檢察局媽宮出張所」，其編制如下：:112、124
| 單位名稱                               | 單位職責         | 配置職稱               |
| -------------------------------------- | ---------------- | ---------------------- |
| 臺灣總督府臺南地方法院澎湖出張所       | 處理當地司法事務 | 判官、書記、雇員、通譯 |
| 臺灣總督府臺南地方法院檢察局媽宮出張所 | 偵查刑事案件等   | 所長、監吏補、囑託     |

日治時期澎湖緩慢建立的司法體系原漸有基礎，惟進入第二次世界大戰之後，舉國進入戰時體制，也因此受到影響。:112、124
| 年份                  | 單位名稱                         | 備註                                                                      |
| --------------------- | -------------------------------- | ------------------------------------------------------------------------- |
| 明治29年（1896年）5月 | 臺灣總督府澎湖島地方法院         | - 依據律令「臺灣總督府法院條例」設置法院，該法令第7條明文亦需配置檢察官。 |
| 明治31年（1898年）8月 | 臺灣總督府臺南地方法院澎湖出張所 | - 因臺灣總督府法院第16號條例改名。                                        |
| 大正10年（1921年）7月 | 臺灣總督府臺南地方法院馬公出張所 | - 因大正九年臺灣總督府公告府令第56條改名。                                |
| 昭和15年（1940年）    | 臺灣總督府高雄地方法院馬公出張所 | - 澎湖劃歸高雄地方法院管轄隨之改名。 - 正式受理一般民眾刑事訴訟案件。     |

### 中華民國時期
西元1945年，第二次世界大戰結束，日本帝國投降，中華民國政府在美軍協助下軍事占領臺灣、並進行實權統治；此一中華民國政府源自1927年成立於南京的國民政府，其機關組織性格、法治觀念自成一系。:21-26
中華民國司法體系可追溯至清末光緒年間，清廷原有「六部」之一的「刑部」，係行政統攝司法單位，光緒28年（1902年）「刑部」改制為「法部」，大清帝國在西元1912年後滅亡，繼起中華民國北洋政府又將「法部」改作「司法部」，做為該政權司法行政最高機關。1916年，北洋政府最高領導人袁世凱過世，中華民國法統陷入真空，各處軍閥割據，陷入混戰時期。1917年，孫文另在廣州成立中華民國軍政府主導護法運動，後於1925年過世，其領導地位由蔣介石承繼。1926年7月蔣介石出任國民革命軍總司令並誓師北伐，接連佔領兩湖、江淮、福建與南京，並依循孫文《國民政府建國大綱》闡述「五權分立」原則，在南京成立「司法院」，下設「司法行政部」，後於1943年改隸「行政院」。
二戰結束之後，澎湖司法機關由高雄地方法院管轄，民眾如有糾紛訴訟案件等皆須前往高雄應訊，澎湖知名鄉紳陳伯寮多次建請當局，希冀在當地設立法院。:7然而，中華民國政府在二戰後陷入「國共內戰」，自1947年2月美國調停失敗之後愈顯激烈，面對國軍作戰屢屢失利、共軍步步逼近，而國府只得將行政機關遷移，直到1949年12月8日拍板宣布遷都臺灣:10-13，中華民國行政院司法行政部才核准澎湖於12月26日成立「臺灣澎湖地方法院暨檢察處」，並指派首任地方法院院長為王永興、檢察處則由延憲諒出任首席檢察官，12月29日倉促成立，辦公署乃租用馬公鎮光復里民生路4號民間的酒家樓房，1950年2月15日開始受理案件。:7:112
2018年2月8日，全體檢察署正式去掉「法院」二字，直接命名為「地方檢察署」。

## 組織編制

### 歷任首長
| 任別   | 姓名   | 學歷                                                | 到任日期       | 卸任日期       | 備註                            |
| ------ | ------ | --------------------------------------------------- | -------------- | -------------- | ------------------------------- |
| 第1任  | 延憲諒 | 北平大學法律系                                      | 1950年1月1日   | 1951年6月18日  | - 職稱：首席檢察官 - 奉命不上訴 |
| 第2任  | 謝仲棠 | 北京法政大學                                        | 1951年6月18日  | 1954年12月25日 |                                 |
| 第3任  | 沙宗棠 |                                                     | 1954年12月26日 | 1955年4月27日  |                                 |
| 第4任  | 趙采晨 | 山西大學法科                                        | 1955年4月26日  | 1959年3月26日  |                                 |
| 第5任  | 邱鴻恩 |                                                     | 1959年3月26日  | 1963年8月12日  | - 臺灣臺南人                    |
| 第6任  | 賴硃隆 | 臺灣大學法律學系                                    | 1963年8月12日  | 1965年9月20日  | - 臺灣屏東人                    |
| 第7任  | 王甲乙 |                                                     | 1965年9月20日  | 1967年7月20日  | - 首位臺灣出身的最高法院院長    |
| 第8任  | 黃尊秋 |                                                     | 1967年7月20日  | 1969年1月15日  |                                 |
| 第9任  | 駱繼堯 | 貴州大學法律學系                                    | 1969年1月15日  | 1972年9月6日   |                                 |
| 第10任 | 劉景義 |                                                     | 1972年9月6日   | 1974年3月25日  |                                 |
| 第11任 | 蔡晉昉 |                                                     | 1974年3月25日  | 1979年1月18日  |                                 |
| 第12任 | 李光清 |                                                     | 1979年1月18日  | 1981年1月9日   |                                 |
| 第13任 | 黃勤鎮 | 臺灣省立法商學院法律學系                            | 1981年1月8日   | 1982年11月9日  | - 職稱：檢察長                  |
| 第14任 | 吳英昭 | 東吳大學法律學系                                    | 1982年11月9日  | 1984年7年16日  |                                 |
| 第15任 | 李訓銘 | 廈門旭瀛書院木科及商業科 廈門日本商業學校專修科     | 1984年7月16日  | 1985年3月14日  |                                 |
| 第16任 | 吳國愛 | 中央警官學校                                        | 1985年3月14日  | 1986年7年24日  |                                 |
| 第17任 | 謝尚徽 | 中興大學法律研究所                                  | 1986年7年24日  | 1989年12月19日 |                                 |
| 第18任 | 葉金寶 | 臺灣師範大學                                        | 1989年12月19日 | 1992年6月3日   |                                 |
| 第19任 | 黃世銘 | 政治大學法律學系                                    | 1992年6月3日   | 1993年7月28日  | - 高植澎案                      |
| 第20任 | 林輝煌 | 中興大學法律研究所 美國杜克大學法學博士             | 1993年7月28日  | 1996年1月15日  |                                 |
| 第21任 | 顏大和 | 臺灣大學法律系司法組 美國南美以美大學法學碩士       | 1996年1月15日  | 1997年8月5日   |                                 |
| 第22任 | 謝榮盛 | 中興大學法律系 政治大學法律研究所                   | 1997年8月5日   | 1999年4月26日  |                                 |
| 第23任 | 林朝松 | 中國文化學院法律系                                  | 1999年4月26日  | 2000年6月27日  |                                 |
| 第24任 | 張斗輝 | 臺灣大學法律學系                                    | 2000年6月27日  | 2001年4月27日  |                                 |
|        | 洪培根 | 中興大學法律研究所                                  | 2001年4月27日  | 2001年7月16日  |                                 |
| 第25任 | 洪威華 | 中興大學法律學系                                    | 2001年7月16日  | 2003年7月31日  |                                 |
| 第26任 | 施良波 | 臺灣大學法律學系                                    | 2003年7月31日  | 2005年3月16日  |                                 |
| 第27任 | 洪光煊 | 臺灣大學法律學系 中國文化大學法律研究所             | 2005年3月16日  | 2007年4月12日  |                                 |
| 第28任 | 朱家崎 | 中央警官學校行政學系 臺灣海洋大學航運管理學系研究所 | 2007年4月12日  | 2008年8月1日   |                                 |
| 第29任 | 朱坤茂 | 中興大學會計學系 臺灣大學政治學研究所               | 2008年8月1日   | 2010年7月28日  |                                 |
| 第30任 | 張宏謀 | 中國文化大學法律學系                                | 2010年7月28日  | 2011年7月20日  |                                 |
| 第31任 | 林綉惠 | 臺灣大學法律研究所                                  | 2011年7月20日  | 2013年3月11日  | - 首任女性首長                  |
| 第32任 | 郭珍妮 | 臺灣大學法律學系 東吳大學法律研究所肄業             | 2013年3月11日  | 2015年5月7日   |                                 |
| 第33任 | 王俊力 | 國防大學政治作戰學校法律學系 政治大學法律研究所     | 2015年5月7日   | 2016年7月18日  |                                 |
| 第34任 | 鄭鑫宏 | 臺灣大學法律學系                                    | 2016年7月18日  | 2018年7月9日   |                                 |
| 第35任 | 莊榮松 |                                                     | 2018年7月9日   | 2019年1月31日  |                                 |
| 第36任 | 黃謀信 |                                                     | 2019年1月31日  | 2020年3月12日  |                                 |
| 第37任 | 李嘉明 |                                                     | 2020年3月12日  | 2021年5月5日   |                                 |
| 第38任 | 張春暉 |                                                     | 2021年5月5日   | 2022年5月20日  |                                 |
| 第39任 | 黃智勇 |                                                     | 2022年5月20日  | 2023年5月3日   |                                 |
| 第40任 | 陳佳秀 | 臺灣大學法律學系                                    | 2023年5月3日   | 2025年1月16日  |                                 |
| 第41任 | 周士榆 |                                                     | 2025年1月17日  |                |                                 |

## 管轄區域
| 縣/市  | 區域                                      | 備註                                                                 | 區劃         |
| 管轄   | 管轄                                      | 管轄                                                                 | 管轄         |
| ------ | ----------------------------------------- | -------------------------------------------------------------------- | ------------ |
| 澎湖縣 | 馬公市 湖西鄉 白沙鄉 西嶼鄉 望安鄉 七美鄉 | 等6個行政區。總面積126.864平方公里，至2014年9月底止人口數為101,482人 | 澎湖縣行政區 |

## 組織

### 本署
- 檢察長
- 檢察官（主任檢察官）
- 檢察事務官
- 書記處
  - 紀錄科
  - 執行科
  - 文書科
  - 總務科
  - 研考科
  - 資料科
  - 法警室
- 觀護人室
- 法醫室
- 人事室
- 會計室
- 統計室
- 政風室
- 資訊室

## 爭議案件
- 1995年，民主進步黨籍澎湖縣長高植澎醫師被議員質詢在其於1992年至1993年擔任西嶼衛生所主任期間有藥商捐贈衛生所五千元尾牙獎金、並涉嫌以不實勞保單不當領取勞保費用五千元。時任法務部長的馬英九要求司法機關嚴辦，澎湖地檢署檢察長黃世銘隨後以貪污和虛報勞保費查辦，將高植澎在衛生所服務時所有病歷上萬張全當成證物查扣，出動地檢署包括司機和工友等在內的所有人投入辦案，在一張張病歷中對筆跡、找毛病，篩選過濾出任何可疑仔細追查，這種辦案手法一網打盡，連和高植澎同事的七位女護士也被當成共犯。法院審理後以藥商對5000元是否回扣先後供述不一，且高植澎與藥商有同學情誼，平日即有送往迎來之舉，難認有收受回扣之犯意，而判決無罪定讞。檢方提出800份所謂的問題病歷，經法院調查，其中十張是高植澎在未見到患者、聽取護士電話回報後即開立醫囑，因此以偽造文書判一年兩個月緩刑。然而高植澎已因此案被停職。七名同時被起訴的護士最後亦全部無罪，但其中一名鄭姓護士因鬱悶罹癌而辭世；另一名許姓護士因受不了壓力與不堪繁複訴訟糾纏而跳樓自殺。不少人認為此冤案是中國國民黨司法迫害之一例，該案惡整式的偵辦不只誤導選民觀感，也害死兩名護士。[18][19][20][21][22]法治時報社社長黃越宏認為高植澎被判偽造文書的理由過於牽強。[23]2013年，高植澎重砲批評黃世銘當年為政治目的的濫權起訴，和馬英九兩個剛好都是壞人，才能互相取暖，自以為是好人。高同時嗆黃世銘說，要比清廉，黃遠不如他。[24]

## 其他參考書目
- 《司法院史實紀要》，司法院 編，1985年。
- 《法務部史實紀要》，法務部 編，1990年。
- 王泰升：《台灣法律史的建立》，台灣大學法學叢書，1997年。
- 王泰升：《台灣日治時期法律改革》，聯經出版公司，1999年。
- 檢察官改革協會：《台灣檢察制度變遷史》。

## 外部連結
- 臺灣澎湖地方檢察署 （页面存档备份，存于）
- 澎湖地檢署的Facebook專頁